# حكرو
حكرو قرية صغيرة في ناحية كنسبا التابعة لمنطقة الحفّة في محافظة اللاذقية. بلغ عدد سكانها 885 نسمة حسب تعداد عام 2004.